# Roberto Speranza
Roberto Speranza (* 4. ledna 1979, Potenza) je italský sociálnědemokratický politik, který byl v letech 2019-2022 ministrem zdravotnictví ve druhé Conteho vládě a poté vládě Maria Draghiho.
Narodil se v Potenze v regionu Basilicata, kde studoval na přírodovědném gymnáziu Galilea Galileiho. Potom pokračoval studiem politických věd na římské soukromé univerzitě LUISS Guido Carli, které ukončil promocí, a potom pokračoval doktorátem z dějin Středomoří.
Od 19. března 2013 do 15. dubna 2015 působil jako předseda poslaneckého klubu Demokratické strany. Od roku 2017 do roku 2019 byl národním koordinátorem hnutí Článek jedna. Tajemníkem hnutí se stal 7. dubna 2019. V červnu 2023 se navrátil do své původní strany, když se Článek jedna opětovně sloučil s Demokratickou stranou.
Roberto Speranza je ženatý, s manželkou Rosangelou Cossidente má dvě děti.